# Червоне (Логойський район)
Червоне (біл. вёска Краснае) —  село (веска) в складі Логойського району розташоване в Мінській області Білорусі, підпорядковане Задор'євській сільській раді.
Село Червоне розташоване в центральних районах Білорусі, в північній частині Мінської області - орієнтовне розташування [Архівовано 25 серпня 2011 у WebCite].

## Видатні уродженці
- Козлов Іван Кузьмич — білоруський радянський діяч.